# Guatteria citriodora
Guatteria citriodora là loài thực vật có hoa thuộc họ Na. Loài này được Ducke mô tả khoa học đầu tiên năm 1930.